# Малахітовий носоріг (конкурс)
«Малахітовий носоріг» — щорічний всеукраїнський конкурс одного вірша.

## Мета
Популяризація поетичного фестивального руху, жанру поезії, мовної синкретичності, толерантності в інтересах інтенсифікації міжрегіонального літературного діалогу та європейського вибору Української держави, а також Поділля з містом Вінниця як одного з провідних її культурних осередків.
|                                                                                    | Ми не покидаємо зусиль переконувати владу нашого міста у тому, що Вінниця – це одне з найбільш культурних міст України. І влада помалу озивається. Вінниця знаходиться між Заходом і Сходом України, тому наше місто толерантно до культури різних регіонів. Відповідно, це позначається у літературній царині. Молодь не залишається осторонь від цього процесу. Кожний мистецький захід у Вінниці відкриває загалу нові імена |
| — Андрій Стебелєв, культуртрегер літературного угруповання «Лірики Transcendent’a» | |

## Порядок проведення
Конкурс проводиться у фестивальному форматі в грудні у Вінниці у вигляді мистецької вечірки, протягом якої присутні читають свої поетичні твори, наприкінці якої глядачі голосують за найкращий текст. Інкогніто викривається, і автор вірша-переможця отримує гран-прі конкурсу — статуетку носорога з конголезького малахіту.. Інші учасники отримують призи, дипломи та цінні подарунки. Вечірка супроводжується, зазвичай, авангардною музикальною програмою, перформансами, «вільним мікрофоном», коли будь-хто з присутніх може представити загалу свої творчі доробки. Присутність учасників конкурсної програми на вечірці обов'язкова..

## Історія
Утворившись у 2001 р. як літературна розвага на передноворічних засіданнях вінницького літературного об'єднання «Сучасник», конкурс з 2002 року став щорічним і всеукраїнським. Стараннями поетів літературного угруповання "Лірики Transcendent'a конкурс щороку збирає більше сотні номінантів з усіх регіонів України. Дійство відбувається у різних залах Вінниці, у 2002—2012 рр. у Вінницькому туристичному клубі «Меркурій»., з 2013 р. — у мистецькій галереї «Арт-Шик».

## Переможці та постаті
Володарями гран-прі фестивалю становилися:
| - 2002 — Наталія Асєєва (Єрусалим) - 2003 — Людмила Качуровська (Вінниця) - 2004 — Микола Кротенко (Київ) - 2005 — Олексій Торхов (Миколаїв) - 2006 — Олег Кадочніков (Вінниця) - 2007 — Іван Шолохов (Вінниця) - 2008 — Ганна Осадко (Тернопіль) - 2009 — Євген Фролов (Вінниця) - 2010 — Максим Зотов (Вінниця) - 2011 — Анна Грувер (Донецьк) - 2012 — Анна Грувер (Донецьк), | - 2013 — Богдан Куценко (Вінниця) - 2014 — Ія Ківа (Донецьк) - 2015 — Юлія Светлова (Вінниця) та Ірина Береза (Вінниця) - 2016 — Віра Ваганова (Вінниця) - 2017 — Володимир Ковальчук (Житомир) - 2018 — Юрій Прокопенко (Вінниця) - 2019 — Віктор Крупка (Вінниця) - 2021 — Людмила Весела (Хмельницька область) |

Ведучим вечірки до 2018 р. був Леонід Борозєнцев, творчим експертом залишається — Юлія Броварна. Як співорганізатори про себе заявили у 2012 р. — мистецький клуб «Зелений контрабас», у 2014 р. — літературне угруповання «Михайло Михайлович», у 2016 р. — творчий тандем ЛБ&БІ, 2018 р. — літклуб «Імпреза».
| | «Лірики не віддають «Носорога», вони дещо ховаються у тінь, щоб виявити «свіжу кров», роздивитись нових авторів, можливо, більш креативних організаторів, не кидаючи їх на самоті без допомоги. Ми завжди готові передати у надійні руки не лише бренд, а й накопичений досвід, зв'язки. Зараз мета у засновників полягає в тому, щоб рухатися далі, розвивати паралельні проекти, залучати якомога більше вінничан-літераторів і тих, хто цікавиться літературою і культурою на Поділлі. |
| — Леонід Борозєнцев, голова Вінницької обласної організації Всеукраїнської творчої спілки «Конгрес літераторів України». | |

## Галерея
|                                                                    |
| Організатори конкурсу Андрій Стебелєв, Юлія Броварна, Максим Зотов |

|                          |
| Емблема конкурсу 2008 р. |

|                                    |
| Ініціатор конкурсу Андрій Стебелєв |

|                                        |
| Наталія Асєєва — переможниця у 2002 р. |

|                                                  |
| Людмила Качуровська — володарка гран-прі 2003 р. |

|                                   |
| Микола Кротенко переміг у 2004 р. |

|                                            |
| Олег Кадочніков — володар гран-прі 2006 р. |

|                                      |
| Іван Шолохов здобув трофей у 2007 р. |

|                                            |
| Ганна Осадко святкувала перемогу у 2008 р. |

|                                           |
| Переможець 2009 р. Євген Фролов з трофеєм |

|                                         |
| Максим Зотов виборов носорога у 2010 р. |

|                                        |
| Анна Грувер виборює перемогу у 2011 р. |

|                                      |
| Анна Грувер знову тріумфує у 2012 р. |

|                             |
| Малахітові носороги з Конго |

|                                    |
| Малахітовий носоріг-2004 у Вінниці |

|                                            |
| Організатор конкурсу 2012 р. — Юлія Зотова |

|                               |
| Вінницький турклуб «Меркурій» |

|                                             |
| Учасники полювання на Малахітового носорога |

|                                            |
| Тріумфатор сафарі 2013 р. – Богдан Куценко |

|                                             |
| Незмінний ведучій вечірки Леонід Борозєнцев |